# كسلان قزم
كسلان قزم (الاسم العلمي: Bradypus pygmaeus) (بالإنجليزية: pygmy three-toed sloth)‏ هو نوع من الحيوانات يتبع جنس الكسلان الثلاثي الأصابع من فصيلة الكسلانيات بطيئات الأرجل.